# 瓦西里·拉德洛夫

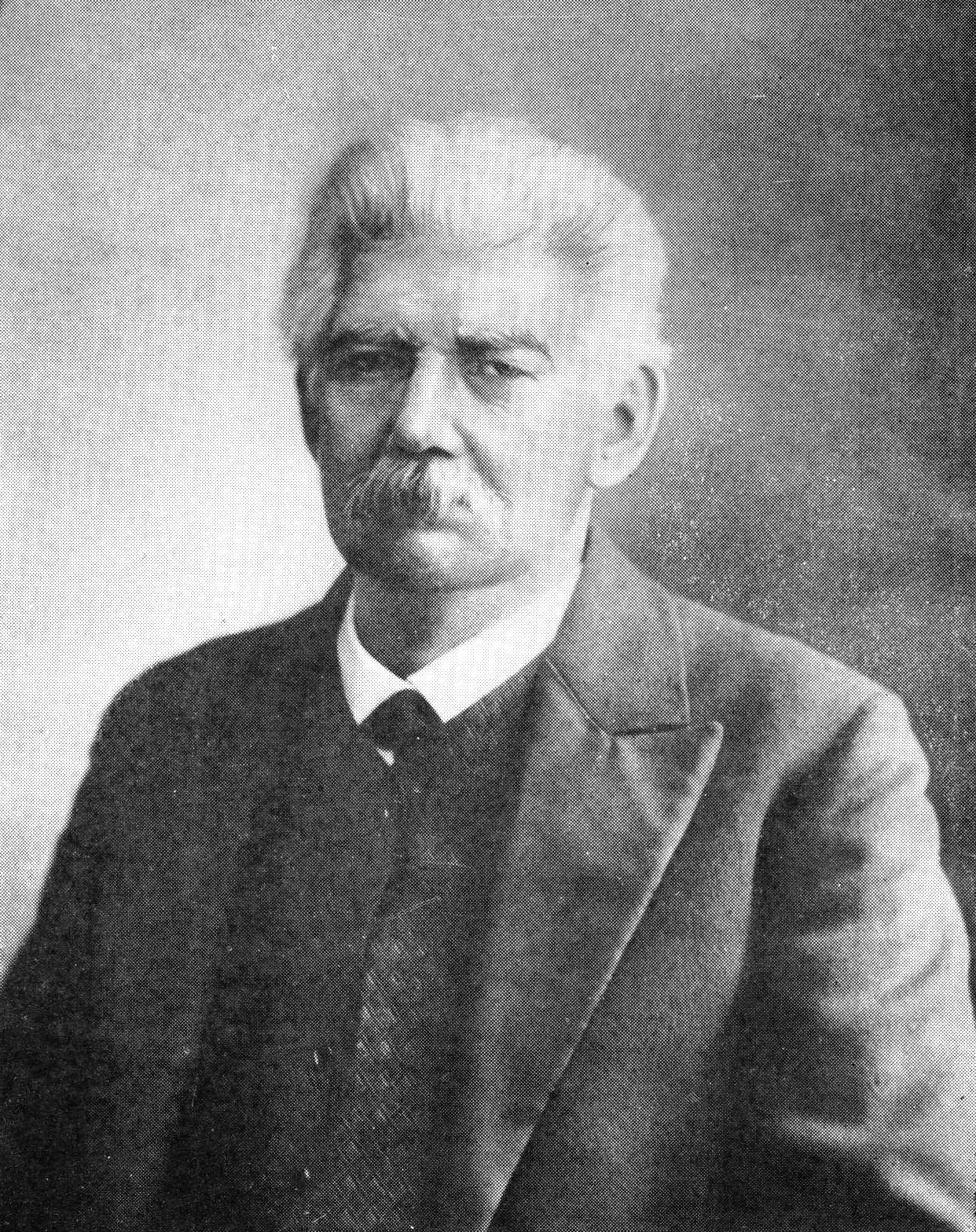
瓦西里·拉德洛夫

瓦西里·瓦西里耶维奇·拉德洛夫（俄语：Васи́лий Васи́льевич Ра́длов；1837年1月17日—1918年5月12日），或按德語名譯費德里希·威廉·拉德洛夫（德語：Friedrich Wilhelm Radloff），帝俄德裔東方學家，專研突厥學。
他最初是巴尔瑙尔的一位學校教師，後來對西伯利亞的原住民有興趣並在1884年出版了他的人類學研究結果在西伯利亞有影響的專著止。由1866年-1907年他翻譯和發布了一系列突厥民族民間傳說，最重要的是出版了鄂爾渾碑銘，由1893年至1911年出版了四卷突厥語比較詞典。拉德洛夫幫助建立了在聖彼得堡的俄羅斯民族志博物館，並由1884年至1894年負管理亞洲博物館。
在1930年代後期斯大林大清洗中，NKVD和國家科學機關指責拉德洛夫搞泛突厥主義，而與他有關進行東方學研究的學者如薩莫伊洛維奇在1938年被處決。